# Stora och Lilla Sandböte
Stora Sandböte och Lilla Sandböte är två öar i Ornö socken i Haninge kommun i Södermanland (Stockholms län), belägna cirka en sjömil öster om Ornö kyrka. Öarna donerades till Naturskyddsföreningen av Anna Lindhagen 1938 och är sedan dess naturskyddsområde, sedermera naturreservat. Naturen på öarna består till större delen av skog men runt bebyggelsen finns också hävdade ängsmiljöer. På Stora Sandböte finns en välbevarad kulturmiljö med äldre byggnader, varav två boningshus. Idag ägs öarna av Skärgårdsstiftelsen. Husen och kulturmiljön förvaltas av Naturskyddsföreningen. Under vår, sommar och höst finns möjlighet för medlemmar i föreningen att hyra ett av husen.
På Stora Sandböte fanns ett fiskartorp från 1776, som efter en förödande brand 2001 åter har byggts upp och används som museum. Stugans utseende återger hur torpet såg ut efter en tillbyggnad i slutet av 1800-talet. Här visar interiören hur det såg ut i ett fiskartorp vid 1800-talets slut, samt konstverk av Johannes och Gunnar Söderman, två bröder som båda kom från Sandböte. I båthuset har Ornö hembygdsförening iordningställt ett museum.
Det andra bostadshuset på öarna är från 1914 och bredvid ligger skomakarstugan från 1880-talet. Båtbyggarverkstaden på ön uppfördes 1930.
På Lilla Sandböte finns en skyddad, men liten och väldigt grund naturhamn.